# Lã Quý Tùng
Lã Quý Tùng là họa sĩ người Việt Nam, ông được biêt đến với vai trò thiết kế mỹ thuật điện ảnh và từng giành 3 giải Thiết kế mỹ thuật xuất sắc của Liên hoan phim Việt Nam. Ngoài ra ông còn từng làm thiết kế nội thất và vẽ tranh với trường phái trừu tượng.

## Tiểu sử
Lã Quý Tùng sinh năm 1966 tại Thành phố Hồ Chí Minh. Ông nhập học khoa Sơn dầu trường Đại học Mỹ thuật Thành phố Hồ Chí Minh năm 1986.  Năm 1988, khi còn là sinh viên ông đã được tham gia sản xuất bộ phim Người tình của đạo diễn Jean-Jacques Annaud khi bộ phim quay tại Việt Nam, ông tốt nghiệp năm 1990.

## Tác phẩm
| Năm  | Giải thưởng                         | Hình thức     | Đạo diễn            | Chú thích |
| ---- | ----------------------------------- | ------------- | ------------------- | --------- |
| 1992 | Người tình                          | Phim điện ảnh | Jean-Jacques Annaud |           |
| 1996 | Xích lô                             | Phim điện ảnh | Trần Anh Hùng       |           |
| 2000 | Mùa hè chiều thẳng đứng             | Phim điện ảnh | Trần Anh Hùng       |           |
| 2002 | Người Mỹ trầm lặng                  | Phim điện ảnh | Phillip Noyce       |           |
| 2003 | Ngày giỗ                            | Phim ngắn     | Hàm Trần            |           |
| 2007 | Dòng máu anh hùng                   | Phim điện ảnh | Charlie Nguyễn      |           |
| 2009 | Chơi vơi                            | Phim điện ảnh | Bùi Thạc Chuyên     |           |
| 2009 | Ngôi nhà bí ẩn                      | Phim video    |                     |           |
| 2009 | Bẫy rồng                            | Phim điện ảnh | Lê Thanh Sơn        |           |
| 2009 | 14 ngày phép                        | Phim điện ảnh | Nguyễn Trọng Khoa   |           |
| 2010 | Để Mai tính                         | Phim điện ảnh | Charlie Nguyễn      |           |
| 2011 | Sài Gòn Yo!                         | Phim điện ảnh | Stephane Gauger     |           |
| 2011 | Bi, đừng sợ!                        | Phim điện ảnh | Phan Đăng Di        |           |
| 2011 | Cột mốc 23                          | Phim điện ảnh | Quốc Duy            |           |
| 2013 | Âm mưu giày gót nhọn (Gót sáu phân) | Phim điện ảnh | Hàm Trần            |           |
| 2013 | Người lính                          | Phim điện ảnh | Aleksandr Chernyaev |           |
| 2013 | Lửa Phật                            | Phim điện ảnh | Dustin Nguyễn       |           |
| 2014 | Để Mai tính 2                       | Phim điện ảnh | Charlie Nguyễn      |           |
| 2014 | Đoạt hồn                            | Phim điện ảnh | Hàm Trần            |           |
| 2015 | Cầu vồng không sắc                  | Phim điện ảnh | Nguyễn Quang Tuyến  |           |
| 2017 | Lời nguyền gia tộc                  | Phim điện ảnh | Đặng Thái Huyền     |           |
| 2018 | Ống kính sát nhân                   | Phim điện ảnh | Nguyễn Hữu Hoàng    |           |

## Giải thưởng
| Năm  | Giải thưởng                        | Hạng mục      | Đề cư                      | Tác phẩm          | Chú thích |
| ---- | ---------------------------------- | ------------- | -------------------------- | ----------------- | --------- |
| 2007 | Liên hoan phim Việt Nam lần thứ 15 | Phim điện ảnh | Thiết kế mỹ thuật xuất sắc | Dòng máu anh hùng | [ 8 ]     |
| 2009 | Liên hoan phim Việt Nam lần thứ 16 | Phim điện ảnh | Thiết kế mỹ thuật xuất sắc | Chơi vơi          | [ 9 ]     |
| 2009 | Liên hoan phim Việt Nam lần thứ 16 | Phim video    | Thiết kế mỹ thuật xuất sắc | Ngôi nhà bí ẩn    | [ 9 ]     |